# Acanthochitona jugotenuis
Acanthochitona jugotenuis är en blötdjursart som beskrevs av Kaas 1979. Acanthochitona jugotenuis ingår i släktet Acanthochitona och familjen Acanthochitonidae. Inga underarter finns listade i Catalogue of Life.